# 野香橼花
野香橼花（学名：Capparis bodinieri）是山柑科山柑属的植物。分布于锡金、缅甸、不丹、印度以及中国大陆的四川、云南、贵州等地，生长于海拔2,500米的地区，见于次生森林中、石灰岩山坡道旁、灌丛或平地尤其常见，目前尚未由人工引种栽培。

## 别名
小毛毛花（植物名实图考），猫胡子花（云南中草药选）

## 延伸阅读
[在维基数据编辑]
 《植物名實圖考·野香櫞花》，出自吳其濬《植物名實圖考》